# Liaoning Tower
La Liaoning Broadcast and TV Tower o Liaoning TV Tower (cinese: 辽宁广播电视塔, Pinyin: liáoníng guǎngbō diànshì tǎ) è una torre di trasmissioni TV sita a Shenyang in Cina.Costruita nel 1989 è alta 305,5 m possiede un ristorante panoramico.